# Breathless (Album)
Breathless ist das erste Musikalbum der US-amerikanischen Rockband Dan Reed Network.

## Entstehung
1985 hatte Dan Reed Network den Titel Eye on You aufgenommen und als Single mit der B-Seite Come Alive veröffentlicht. Diese Single war ausschließlich in Portland, der Heimatstadt der Gruppe, erhältlich und auf dem Label Tandees Records erschienen. Die Gruppe hatte die Aufnahme des Songs noch in ihrer Gründungsbesetzung mit Jeff Siri an den Keyboards produziert. Die Single war wenig später Bestandteil der Compilation Pride Of Portland, die im Stile von USA for Africa Spenden für die Hungernden in Afrika einbringen sollte, jedoch nur lokale Künstler aus der Region Portland präsentierte und ebenfalls nur dort verkauft wurde.
1986 hatte ein Besetzungswechsel stattgefunden; die Keyboards wurden nun von Rick DiGiallonardo gespielt. In dieser Besetzung entstand Breathless, das auch Eye on You enthielt. Das Lied war mit DiGiallonardo neu aufgenommen worden. Der Titel Breathless war zweimal vertreten und wurde neben der Originalversion auch als Extended Mix angeboten. Alle Lieder auf der EP waren von Dan Reed geschrieben worden, einzige Ausnahme war der Song Steal Me, den Rick DiGiallonardo zusammen mit Reed geschrieben hatte. Der Song wurde Nummer-1-Single des lokalen Musiksenders Z-100 in Portland. Die Produktion der EP übernahm Marlon McClain.
Breathless wurde nur in den USA veröffentlicht.
Cover
Das Cover zeigte eine Portraitzeichnung des Sängers Dan Reed.

## Gastmusiker
Die Band setzte für die Aufnahmen auch Gastmusiker ein. Im Einzelnen waren dies
- Leslie Carter – Backing Vocals
- Danny Schauffler – Saxofon
- Nathaniel Phillips – Keyboard auf 'Mind & Body'

## Wiederveröffentlichung
Im November 2010 erfolgte ein Re-Release von Breathless. Das Album erschien auf dem Label Mac Man Music.

## Titelliste
| Nr.          | Titel                     | Autor(en)                | Länge |
| ------------ | ------------------------- | ------------------------ | ----- |
| 1.           | Breathless                | Dan Reed                 | 4:41  |
| 2.           | Mind & Body               | Reed                     | 4:19  |
| 3.           | Fire In The House         | Reed                     | 3:41  |
| 4.           | Steal Me                  | Rick DiGiallonardo, Reed | 4:06  |
| 5.           | Eye On You                | Reed                     | 3:17  |
| 6.           | Breathless (Extended Mix) | Reed                     | 5:11  |
| Gesamtlänge: | Gesamtlänge:              | Gesamtlänge:             | 24:45 |